# Hockey (groupe)
Pour les articles homonymes, voir Hockey (homonymie).
Hockey est un groupe de musique américain originaire de Portland dans l'Oregon.

## Composition du groupe
Le groupe s'est formé en 2006. Il est alors composé de Benjamin Grubin, le chanteur, de Brian White, le guitariste puis par la suite ont rejoint le groupe Jeremy Reynolds, le bassiste, Anthony Stassi, le batteur et Ryan Dolliver, le pianiste lors des tournées.

## Historique du groupe

### Les débuts (2006-2008)
En 2006, alors que le groupe n'était qu'un duo composé par le chanteur, Ben Grubin et le bassiste Jerm Reynolds, étaient renvoyé du label Columbia.
« Cela nous a appris quelques leçons utiles, ce n'était de la faute de personne. Nous n'avions pas compris ce que nous voulions faire - nous étions encore un duo et très incomplet pour un groupe de live. Je pense qu'ils avait senti au label. Je crois que nous avons appris très fortement sur nous-mêmes, et non quelqu'un d'autre. »,.
Le nom du groupe est une sorte de plaisanterie selon les membres du groupe. Pour le bassiste, Jeremy Reynolds, le « nom est beau sur le papier ».
En 2008, le groupe sort un EP fait à la maison Mind Chaos qui attire l'attention de DJ comme Zane Lowe. C'est à cette époque-là que le groupe signe avec Capitol Records aux États-Unis.
Le groupe fait la première partie des groupes Friendly Fires et Passion Pit en 2008.

### Mind Chaos (2009-actuellement)
Pour son premier album, le groupe ne veut pas un producteur connu. « Nous voulons qu'il sonne exactement comme on le désirait et qu'il ne voulait pas passer par quiconque ou passer du temps dans un studio cher » d'après le chanteur Benjamin Grubin,. Le chanteur précise que l'album a été réalisé avec un équipement très limité. « De toutes nos chansons, Song Away est celle qui sonne le plus lisse et commercial mais c'est probablement parce que c'est la seule où l'on a eu l'aide d'une producteur extérieur »,.
L'album physique Mind Chaos sortira le 28 septembre 2009 au Royaume-Uni.
Le groupe décrit son album comme contenant des éléments de dance, de rock. « C'est Talking Heads qui rencontre The Strokes. Et une sorte de rejeter de l'écriture américaine des chansons, comme Dylan, Springstein, ce genre de sons, de paroles sages ».

## Discographie

### Singles
- Too Fake (mars 2009)
- Learn to Lose (juin 2009)
- Song Away (août 2009)